# Nautilus (U-Boot, 1930)
Die Nautilus, auch USS Nautilus (Kennung: SS-168), war ein U-Boot der Narwhal-Klasse der United States Navy, das von 1930 bis 1945 in Dienst stand. Sie war die fünfte Einheit der US-amerikanischen Marine, die diesen Namen trug.

## Geschichte

### Bau und Einsatzzweck
Die Nautilus wurde 1927 auf der Mare Island Naval Shipyard auf Kiel gelegt und 1930 in Dienst gestellt. Sie trug zunächst statt eines Namens nur die Nummer V-6 (SF-9), wurde aber 1931 in Nautilus umbenannt.
Sie war eines der „V-Boote“, einer Gruppe großer Unterseeboote, die, angeregt durch die deutschen U-Kreuzer, für weitreichende ozeanische Unternehmungen entworfen worden waren. Einziges Schwesterschiff der Nautilus war das Klassen-Typschiff USS Narwhal, weitere Schiffe der Gruppe waren USS Barracuda, USS Bass, USS Bonita, USS Argonaut, USS Dolphin, USS Cachalot und USS Cuttlefish.

### Einsatzgeschichte
Die Nautilus war während der 1930er Jahre in Pearl Harbor stationiert, wo sie Flaggschiff einer Unterseebootdivision war und regelmäßig an Flottenübungen und Trainingsmissionen teilnahm. Im Juli 1941 wurde das Boot auf seiner Bauwerft modernisiert, unter anderem erhielt es neue Dieselmotoren, eine Klimaanlage und verbesserte Funkausrüstung. Die Überholung dauerte bis zum Frühjahr 1942, so dass das Boot beim Angriff auf Pearl Harbor nicht im Heimathafen war.
Nach der Überholung nahm das Boot am Pazifikkrieg teil. Gleich auf der ersten Feindfahrt nahm das Boot an der Schlacht um Midway teil, wo sie als einziges amerikanisches U-Boot zum Schuss kam. Lange Zeit wurde angenommen, dass sie den schon angeschlagenen japanischen Flugzeugträger Kaga versenkt hätte. Zeugenaussagen japanischer Überlebender nach dem Kriege bestätigten aber, dass zwei Torpedos den Träger verfehlten und der dritte ein Blindgänger war. Auch zwei weitere Torpedos, abgeschossen auf ein Schiff, das als Schlachtschiff identifiziert worden war, verfehlten ihr Ziel. Der Kommandant der Nautilus erhielt für seine Leistungen während der Schlacht das Navy Cross. Nach Ergänzung der Vorräte auf Midway setzte die Nautilus die Feindfahrt fort, auf der sie einen japanischen Zerstörer und einen Öltanker beschädigte und den japanischen Zerstörer Yamakaze versenkte, bevor sie nach Schäden durch einen Wasserbombenangriff nach Pearl Harbor zurückkehrte.
Die zweite Feindfahrt des Bootes führte zu den Makin-Inseln. Die Nautilus und die Argonaut transportierten eine Marinespezialeinheit für einen Ablenkungsangriff. Die beiden U-Boote gaben den Truppen, die sie zwei Tage später wieder aufnahmen, auch Unterstützungsfeuer, die Nautilus versenkte dabei ein Patrouillenboot und eine Barkasse.
Die nächste Feindfahrt führte das Boot in japanische Gewässer. Trotz zahlreicher Probleme durch schlechtes Wetter und technische Probleme versenkte die Nautilus auf diesem Einsatz drei japanische Frachter und mit den Bordgeschützen drei Sampans, insgesamt über 12.000 BRT. Das Schiff setzte dabei den Einsatz einige Tage fort, obwohl es nach einem erneuten Wasserbombenangriff eine Ölspur auf der Wasseroberfläche hinterließ.
Nach den notwendigen Reparaturen in Pearl Harbor führte die Feindfahrt die Nautilus zunächst zu den Salomonen, wo das Boot am 31. Dezember 1942 und 1. Januar 1943 26 Erwachsene und drei Kinder evakuierte. Bevor sie diese am 4. Februar im australischen Brisbane absetzte, versenkte die Nautilus noch einen japanischen Frachter und beschädigte einen weiteren sowie einen Zerstörer und einen Tanker. Die Nautilus fuhr von Brisbane nach Pearl Harbor und lief nach fünf Tagen nach Alaska weiter. Dort bildete sie eine Kundschaftereinheit der Armee für die amphibische Landung in der Schlacht um die Aleuten aus. 109 Männer dieser Einheit setzte die Nautilus fünf Stunden vor der Hauptlandung der US-Truppen auf der Insel Attu ab.
Nach einer Überholung im Sommer 1943 war die nächste Mission der Nautilus ein Aufklärungseinsatz, auf dem sie die Küsten mehrerer Inseln, darunter Tarawa, fotografierte. Der nächste Einsatz führte die Nautilus nach Tarawa zurück, wieder als Transportmittel einer Spezialeinheit. Obwohl die Nautilus auf der Fahrt von dem amerikanischen Zerstörer Ringgold irrtümlich beschossen und leicht beschädigt worden war, setzte sie die 78 Männer, US-Marines und einen australischen Scout, heil an Land und stellte den Erfolg der Mission durch Beschuss der japanischen Bunker mit ihren Bordkanonen sicher.
Nach einer weiteren Feindfahrt, auf der die Nautilus einen weiteren japanischen Frachter versenkte, folgte eine Serie von Missionen, bei der die Transportkapazität der Nautilus für Spezialaufträge genutzt wurden. Das Boot transportierte Munition und andere Vorräte zu lokalen Widerstandsgruppen gegen die Japaner, und evakuierte auf den Rückfahrten Flüchtlinge. Auf der dreizehnten Feindfahrt erfüllte die Nautilus ebenfalls eine ungewöhnliche Mission, nämlich die Zerstörung der USS Darter, die auf ein Riff aufgelaufen war und trotz aller Anstrengungen nicht frei zu bekommen war. Die Crew der Darter war bereits von der USS Dace übernommen worden. Versuche sowohl von der Dace als auch von der USS Rock, das festliegende Boot zu zerstören, waren jedoch gescheitert, da Torpedos das Riff und nicht das Boot trafen. Die Nautilus setzte ihre 15,2-cm-Geschütze ein und erzielte 55 Treffer, die die Darter in ein wertloses Wrack verwandelten.
Ihre vierzehnte und letzte Feindfahrt beendete die Nautilus am 30. Januar 1945 im australischen  Darwin.

## Verbleib
Die US Navy verlegte das Boot nach Philadelphia, wo es am 30. Juni 1945 außer Dienst gestellt wurde. Nach Streichung aus dem Marineregister am 23. Juli wurde das Boot zum Verschrotten verkauft.

## Auszeichnungen
Die Nautilus erhielt 14 Battle Stars und die Presidential Unit Citation für ihren Einsatz im Zweiten Weltkrieg.